# Mae Clarke
Mae Clarke (16 de agosto de 1910 – 29 de abril de 1992) fue una actriz estadounidense.

## Biografía
Su verdadero nombre era Violet Mary Klotz, y nació en Filadelfia, Pensilvania. Su padre era organista de un teatro, y ella estudió danza siendo niña. 
Sus primeros pasos artísticos la llevaron a actuar en el vodevil y en night clubs, pero su carrera profesional la inició como bailarina, compartiendo entonces alojamiento con Barbara Stanwyck. A partir de entonces actuó en muchos filmes de Universal Studios, incluyendo la versión original de Un gran reportaje (1931) y la primera versión sonora de Frankenstein (1931), con Boris Karloff. Clarke hacía en ese film el papel de la novia de Víctor Frankenstein, que resultaba atacada por el Monstruo de Frankenstein (Karloff) el día de su boda. 
El enemigo público, estrenada ese mismo año, contenía una de las más famosas (y más parodiadas) escenas del cine, una en la cual James Cagney le exprimía medio pomelo por la cara a Clarke, y después cogía a Jean Harlow.  El film fue tan popular que se exhibía las 24 horas del día en un local de Times Square tras su estreno, y el exmarido de Clarke entraba a menudo en el local únicamente para ver la escena del pomelo y disfrutar con ella.
Clarke fue Myra Deauville en Waterloo Bridge (El puente de Waterloo), versión rodada en 1931, en la época anterior al Código Hays. Su papel era el de una joven americana que se ve forzada a dedicarse a la prostitución en Londres durante la Primera Guerra Mundial. Tanto la película como la actuación de Clarke recibieron buenas críticas.
También trabajó en el modesto film anterior al Código Hays de Universal Studios Night World (1932), con Lew Ayres, Boris Karloff, y Hedda Hopper.
Mediados los años treinta, Clarke dejó de interpretar primeros papeles femeninos, dedicándose a partir de entonces y hasta la década de 1960 a encarnar pequeños personajes de reparto.
En TV actuó en Perry Mason y en Batman(episodio 48).
Clarke se casó y divorció en tres ocasiones, siendo sus maridos Lewis Brice, Stevens Bancroft y Herbert Langdon. No tuvo hijos. 
Mae Clarke falleció el 29 de abril de 1992 a causa de un cáncer en Woodland Hills (Los Ángeles), California. Tenía 81 años de edad. Fue enterrada en el Cementerio Valhalla Memorial Park de North Hollywood, Los Ángeles.

## Filmografía seleccionada

### Largometrajes
| - Big Time (1929) - Nix on Dames (1929) - The Fall Guy (1930) - The Dancers (1930) - Men on Call (1930) - Un gran reportaje (1931) - El enemigo público (sin créditos, 1931) - The Good Bad Girl (1931) - Waterloo Bridge (El puente de Waterloo) (1931) - Reckless Living (1931) - Frankenstein (1931) - Three Wise Girls (1932) - Final Edition (1932) - Impatient Maiden (1932) - Night World (Mujeres que matan) (1932) - Breach of Promise (1932) - Penguin Pool Murder (1932) - Parole Girl (1933) - Fast Workers (¡Perdone, señorita!) (1933) - Turn Back the Clock (1933) - As the Devil Commands (1933) - Penthouse (1933) - Flaming Gold (1933) - Lady Killer (El guapo) (1933) - Nana (1934) - This Side of Heaven (En la pendiente) (1934) | - Let's Talk It Over (1934) - The Man with Two Faces (El hombre de las dos caras) (1934) - Silk Hat Kid (1935) - The Daring Young Man (Un tipo fresco) (1935) - Hitch Hike Lady (1935) - The House of a Thousand Candles (1936) - Hearts in Bondage (1936) - Wild Brian Kent (1936) - Hats Off (Fuera sombreros) (1936) - The Great Guy (El gran tipo) (1936) - Trouble in Morocco (1937) - Outlaws of the Orient (1937) - Women in War (1940) - Sailors on Leave (1941) - Flying Tigers (Tigres del aire) (1942) - Lady from Chungking (1942) - And Now Tomorrow (1944) - Here Come the Waves (1944) - Kitty (1945) - Reaching from Heaven (1948) - King of the Rocket Men (Serial, 1949) - Cantando bajo la lluvia (1952) - Not as a Stranger (No serás un extraño) (1955) - Ask Any Girl (1959) - A Big Hand for the Little Lady (El destino también juega) (1966) - Watermelon Man (1970) |

### Cortos
- Screen Snapshots (1932)
- Screen Snapshots Series 16, No. 7 (1937)